# Берьозовка (Стародубски общински окръг)
Берьозовка (на руски: Берёзовка) е махала (на руски: деревня) в Стародубски общински окръг на Брянска област в Русия.
Старо име на землището на Берьозовка е Березьовщина.
Идентификационният код на махалата според Общоруския класификатор на обектите на административно-территориално деление (ОКАТО) е: 15250000008.
До 08.05.2019 г. махала Берьозовка е била част от Понуровското селско поселение (вид община от множество малки населени места) с административен център село Понуровка. Тогава Понуровското селско поселението е разпуснато, а съставът му, в това число и махала Берьозовка, е включен във Стародубския общински район. Със закон на Брянската областна дума (парламента на областта) от 29.05.2020 г., влязъл в сила на 01.08.2020 г., махала Берьозовка е включена в състава на ново основания Стародубски общински окръг.

## География
Берьозовка се намира в южната част на Брянска област, непосредствено на югозападната граница на областния център – град Стародуб. На 15 km юг-югозападно се намира махала Приваловка. На 15 km запад-югозапад се намира село Нижнее. На 23 km югоизточно се намира село Понуровка.

## История
С хетмански универсал (указ) на хетмана на Казашкото хетманство – Иван Мазепа, датиращ от 10.08.1704 г., хуторът Берьозовка се дава като имение (феодално владение) на Михаил Андреевич Миклашевски – полковник на Стародубския полк. По-късно е продадено от Александър Михайлович Миклашевский (1796–1831 г.) на някого на име Белов.
През 1916 г. хуторът Берьозовка е част от Нижневска волост на Стародубски уезд в Черниговска губерния на Руската империя.
През 1919 г. хуторът Берьозовка влиза в състава на Нижневския селски съвет в Нижневска волост на Стародубски уезд в Гомелска губерния на Руската съветска федеративна социалистическа република.
През 1929 г. хуторът Берьозовка влиза в състава на Нижневския селски съвет в Стародубски район на Клинцовски окръг в Западна област на Руската съветска федеративна социалистическа република.
През 1937 г. хуторът Берьозовка влиза в състава на Занковски селски съвет в Стародубски район на Орловска област в Руската съветска федеративна социалистическа република.
По време на Втората световна война, Берьозовка е била окупирана от Нацистка Германия. На 01.03.1942 г. нацистите  разстрелват едновременно повече от 800 невинни хора, изключително жени и деца. Преди екзекуцията те са били разсъблечени и в такова състояние жените и децата са закарани през снега в мразовития студ до специално подготвените за екзекуцията ями, а тези, които са останали живи след екзекуцията, са хвърлени заедно с мъртвите в ямите и погребани.
През 1944 г. хуторът Берьозовка влиза в състава на Занковски селски съвет в Стародубски район на Брянска област в Руската съветска федеративна социалистическа република.
До 1964 г. Берьозовка е хутор, но през 1964 г. се слива с хутора Беловщина и така се образува махалата (на руски: деревня)  Березовка.
През 1985 г. Берьозовка вече е махала (на руски: деревня) и влиза в състава на Занковски селски съвет в Стародубски район на Брянска област в Руската съветска федеративна социалистическа република.
През 2006 г. Берьозовка е махала (на руски: деревня) и влиза в състава на Занковското селско поселение в Стародубски район на Брянска област в Руската федерация.
До 2019 г. е част от Занковското селско поселение (вид община от множество малки населени места) с административен център посьолок Краснъй.
От 2019 г. до 2020 г. е част от Понуровското селско поселение с административен център село Понуровка.

## Население
Население: 36 души (1859 г.), 673 души (1892 г.), 209 души през 2002 г. (руснаци 98%), а през 2010 г. 223 души.